# Saint-Sulpice-le-Verdon
Saint-Sulpice-le-Verdon è un comune francese soppresso e frazione del dipartimento della Vandea nella regione dei Paesi della Loira. Dal 1º gennaio 2016 si è fuso con i comuni di Saint-André-Treize-Voies e Mormaison per formare il nuovo comune di Montréverd.

## Società

### Evoluzione demografica
Abitanti censiti